# سن خوزه دو ریو پاردو
سن خوزه دو ریو پاردو (به پرتغالی: São José do Rio Pardo) یک شهر و شهرستان در برزیل است که در ایالت سائو پائولو واقع شده‌است. سن خوزه دو ریو پاردو ۵۴٬۳۸۸ نفر جمعیت دارد.